# LA X (Lost)
2010. február 2-án került először adásba az amerikai ABC csatornán a sorozat 104. és 105. részeként. Damon Lindelof és Carlton Cuse írta, és Jack Bender rendezte. Az epizód Multi-centrikus. A leirást az eltűntek website engedélyezte.
|  | Alább a cselekmény részletei következnek! |

## Tartalom
Az első epizód nagy része az Oceanic 815-ös járaton játszódik.A gépen megjelenik Desmond és ott lesz Seth Norris is.A halott karakterek többsége visszatér:Charlie, Boone, Dr. Arzt, Juliet.

## Az előző részek tartalmából
Megismerkedtünk Jacobbal, akit ellensége meg akar ölni. Ehhez a 2007-ben már halott Locke alakját vette fel, és manipulációval elérte, hogy Ben megölje Jacobot. Eközben 1977-ben Jackék véghez akarták vinni Daniel tervét, azaz fel akarták robbantani a Jughead nevű hidrogénbombát, hogy ezzel megakadályozzák az Oceanic 815 lezuhanásához vezető katasztrófát a Hattyú építkezésén. A szállítás alatt Sayid megsérült, valamint az építkezésen sem haladt minden zökkenőmentesen, ugyanis a Dharma emberei áttörték a mágneses mezőt védő réteget, így elszabadult a pokol, ráadásul a bomba sem robbant fel. Juliet leesik az aknába, majd a mélyben felrobbantja a bombát.

## Alternatív idősík, 2004
2004. szeptember 22-ét írunk, az Oceanic 815 Sydney-ből Los Angelesbe tart. Jack az ablakon néz ki, mikor furcsa érzése támad, mintha hirtelen valami eszébe jutott volna. Cindy, az utaskísérő is megérkezik, ad neki egy kis üveg italt. Jack kitöltené a poharába, ám ekkor a gép rázkódni kezd, Shephard pedig egyből bekapcsolja az övét. A közel ülő Rose nyugtatni kezdi a dokit, hogy a férje szerint nem lesz semmi gond. Ekkor újabb, erősebb rázkódás következik, Jack arcára kiül a félelem. Ám ezúttal a repülőgép nem esik darabokra, hanem folytatja útját. A doki még mindig a karfát szorongatja, Rose hívja fel rá a figyelmét, hogy már lazíthat. A kapitány rádión közli, csak egy légörvénybe kerültek, s közben Bernard is visszatér a mosdóból Rose mellé. Jack is kimegy a mosdóba, és meglepődve veszi észre a nyakán lévő sebet. Mikor visszatér a helyére, meglátja, hogy időközben Desmond leült a mellette lévő ülésre. Hume beengedi a helyére Shephardöt, majd beszélgetni kezdenek. Mikor Des kiejti a száján a „testvér” szót, Jack meglepetten néz rá, és megkérdezi, ismerik-e egymást, ám Desmond szerint még nem találkoztak. Éppen ezért gyorsan be is mutatkoznak egymásnak. A doki gondolataiba merülve kinéz az ablakon, a kamera pedig útjára indul. Átsuhanunk a felhők között, le egészen a víz alá, ahol fák és házak között elszáguldva egy négy lábujjú szobor előtt állunk meg. Bizony, a Sziget az óceán mélyén van.

## Sziget, 1977
Jack ledobja a Hattyú aknájába a hidrogénbomba magját, az azonban nem robban fel. A mágneses energia elszabadulása miatt a mélybe repülő tárgyak közül egy lánc megával rántja Julietet is, Sawyer és Kate hiába próbálnak segíteni, Burke is lezuhan. A zuhanást túlélte, a bomba közvetlenül mellette fekszik, ezért elkezdi ütögetni egy kővel, míg végül a Jughead felrobban.

## Sziget, 2007
Éjszaka van, Kate csengő füllel ébred egy fa ágán, ahonnan majdnem le is zuhan. Visszatornássza magát az ág tetejére, és óvatosan lemászik a fáról. Kiabálni kezd, de senki sem válaszol. Arrébb sétál, ekkor fut össze Milesszal. Körülnéz, és látja, hogy tőlük nem messze ott a Hattyú ajtaja, ezek szerint sikerült visszatérniük. A közelben megtalálják a Hattyú romjait is, pontosan úgy, ahogy az után voltak, hogy Desmond felrobbantotta a bunkert. A kráter szélén ott fekszik Jack és Sawyer, fel is ébresztik őket. A doki teljesen értetlenkedve fogadja, hogy megépítették a Hattyút, bár sok ideje nem marad ezen gondolkodni, mert Sawyer arcon rúgja, amitől Shephard a kráter aljára gurul. James magából kikelve ordítozza, hogy Jack tévedett, nem jutottak haza, ráadásul még Juliet is meghalt miatta.

## Alternatív idősík
Jack ismét kimegy a mosdóhoz, ahol Edward marsall ácsorog, Kate-et várja. Austen ki is jön a helyiségből, nekiütközik Jacknek, ezt követően pedig visszaülnek a helyükre. Felszolgálják nekik az ételt, a marsall pedig elővigyázatosan elveszi Kate-től a kést és a villát. Ekkor a helyére visszatartó Sawyer nekiütközik a rendőrbírónak, amiből kisebb szóváltás keveredik, Austen pedig elrejti a tálca alá a megbilincselt kezét. Kicsivel arrébb dr. Arzt arra próbálja rávenni Hurley-t, hogy beszéljen ausztrál akcentussal, mint ahogy a reklámjaiban szokta. Hugo beadja derekét, mire Arzt nevetni kezd, és felvilágosítja a mellette ülő Sawyert, hogy Reyes egy étteremlánc tulajdonosa. Arzt megkérdezi Hurley-t, hogyan lehet neki egy étteremlánca, mire Hugo azt válaszolja, hogy nyert a lottón, és mivel szereti a csirkét, megvette a hálózatot. Arzt elsétál, James pedig figyelmezteti Reyest, ne verje nagydobra, hogy milliomos, mert ki fogják használni. Hurley megnyugtatja, hogy ez nem fog megtörténni, ő a legszerencsésebb ember a világon.

## A sziget, 2007
Hurley és Jin a Dharma-kisbusznál éppen arról beszélnek, hogy valószínűleg időutazás részesei voltak, mivel Jin ugyanazokat a tüneteket észleli magán, mint korábban. Ekkor meghallják Sawyer dühöngését. Kwon a hang irányába indul, Hugo pedig hátra marad a súlyosan sérült Sayiddal. Sawyer még mindig Jacket szidja, mikor a koreai odaér. Jin odaszól Shephardnek, hogy Sayidnak elkélne a segítség. Kate a beálló kis szünetben segítségkérést hall a romok alól. Mikor James is meghallja Juliet hangját, egyből ott terem, hogy kiszabadítsa kedvesét.
A kisbusznál Sayid önmarcangolásba kezd. Tudja, hogy meg fog halni, és szerinte a halál után sem lesz nyugalma, mert annyi embert kínzott vagy ölt meg. Az iraki elájul, a növények közül pedig zaj hallatszik. Hurley egy pisztollyal fenyegetőzik, de hamarosan meglátja, hogy a látogató csak Jacob, aki beszélni akar vele.

## Alternatív idősík
Sun boldogan szemléli Bernard és Rose párosát. Eközben Locke a repülőgép biztonsági tájékoztatóját olvasgatja. A közelében ülő Boone szerint ez felesleges, mivel ha az óceánba zuhannak, úgyis meghalnak. John ezt cáfolja, szerinte optimális körülmények között túlélnék a becsapódást. Carlyle-t lenyűgözi a kopasz tudása, és folytatják a beszélgetést. Locke elmondja, pihenésképpen volt Ausztráliában, Boone pedig elmeséli, hogy a húgát akarta kimenteni egy rossz kapcsolatból, de kiderült, hogy testvére jól érzi magát a barátjával. John felfedi, hogy igazából egy túrán vett részt, 10 napig voltak a vadonban, mindent, amire szükségük volt, maguk szereztek meg, így például ők vadásztak. Boone elismerően közli a kopasszal, ha mégis lezuhannának, akkor rá bízza az életét.

## A sziget, 2007
Jacob nemezise még mindig John alakját használja. Ben teljesen ledöbbenve bámulja a tüzet, nem érti, Jacob miért nem vágott vissza, miért hagyta magát. Nemezis szerint azért, mert tudta, hogy nincs esélye. A rejtélyes férfi megkéri Benjamint, hogy menjen ki, és hívja be Richardot, mert beszélni szeretne vele valamiről, ami csak rájuk tartozik. Eközben odakint Ilana és Bram arról győzködik Richardot, hogy engedje be őket a szoborba, mivel Jacob hívta őket, Alpert azonban hajthatatlan. Megérkezik Ben, és közli Richarddal, hogy Jacob jól van, de John beszélni szeretne vele, ezért menjen be a szoborba. Alpert erre magával ráncigálja Linust, és a földre löki, pontosan Locke holtteste mellé. Ben arcára kiül a döbbenet és az értetlenség keveréke.
Sawyerék a törmelékek nagy részét eltávolították az útból, már csak egy oszlop állja útjukat. James elküldi Jint a buszért, amiben van lánc, így a járművet fel lehetne használni az akadály elmozdítására. Ezalatt a busznál Hurley megpróbál információkat kiszedni Jacobból, mivel felismerte őt, azonban Jacob nem válaszol. Hugo közli vele, hogy Jin bármikor visszaérhet, ám Jacob kijelenti, Kwon nem fogja őt látni, mivel nagyjából egy órája meghalt. Jacob azt szeretné, hogy Hurley megmentse Sayidot, mert Jack nem tud rajta segíteni. Ehhez el kell menniük a templomba, ahol mindannyian biztonságban lesznek. Az odavezető utat Jin ismeri, hiszen már egyszer járt ott a francia csapattal, nekik csak annyi a dolguk, hogy lemennek a falban található lyukba. Jacob arra is megkéri a férfit, hogy vigye magával azt a gitártokot, amit tőle kapott. Az utolsó pillanatban Jacob még be tud mutatkozni, ám ekkor visszatér Jin, Jacob pedig eltűnik. Beemelik Sayidot a buszba, és már indulnak is a Hattyúhoz. Útközben Hurley megkérdezi Jint, tudja-e, merre van az a hely, ahol járt a franciákkal, Kwon pedig igennel felel. Megérkeznek a kráterhez, Jack rögtön szalad is a láncért. Juliet időközben elhallgatott, ezért Sawyer a legrosszabbra gondol, és megesküszik, megöli Jacket, ha Juliet meghalt.

## Alternatív idősík
Cindy bemondja a rádióba, hogy szükségük lenne egy orvosra. Jack rögtön jelentkezik, elindulnak egy mosdó felé. Cindy felvilágosítja, hogy egy utas már fél órája bent van, nem válaszol. Sayid is a helyszínen van, ő rúgja be az ajtót. Shephard egyből nekilát a vizsgálatnak. Megállapítja, hogy a férfi nem lélegzik. Ez a valaki pedig nem mást, mint Charlie. Jack Sayid segítségével lélegeztetni kezdi Pace-t, de rájön, hogy valami elzárja a légútját. Először fel akarja nyitni, de nem talál semmi éleset, és még a zakójában lévő toll is eltűnt. Így hát kézzel távolítja el az akadályt, ami egy kis csomag heroin. Charlie egyből magához tér, de nem örül őszintén, hogy életben maradt.

## A sziget, 2007
A terv bevált, a busz segítségével sikerült eltávolítani az oszlopot. Sawyer lemászik a romok közé, meg is találja Julietet. A nő felébred, és szomorúan veszi tudomásul, hogy még mindig a Szigeten vannak, hiába robbantotta fel a bombát. Jack beismeri, nem tud segíteni Sayidon. Hurley kijelenti, ő tud, és bár a doki eleinte kételkedik, beleegyezik, hogy kövessék Hugo útmutatását.
Ben még mindig megrökönyödötten fekszik Locke teste mellett. Richard szeretné megtudni, mi történt odabent, ám Linus csak annyit mond, hogy menjen be, és derítse ki. Ekkor megjelenik Bram, és közli, bemennek a szoborba, magukkal viszik Benjamint is. Odabent Ben elmondja Nemezisnek, hogy Richard nem jön be, ám a titokzatos férfi tudja, hogy valaki ott van a fal mögött, ezt szóvá is teszi. Bram és még három társa előreszegezett fegyverekkel belépnek a terembe, és Jacob után kérdeznek. Nemezis elmondja nekik, hogy Jacob meghalt, és mivel ők a testőrei voltak, nincs már tennivalójuk, szabadon távozhatnak. Bram rálő Nemezisre, aki beveti magát egy oszlop mögé. A fegyveresek körbeveszik, az oszlopot, de nem találják mögötte a férfit, csak azt a golyót, ami Bram fegyveréből fúródott bele. Ekkor a füst hangja hallatszik. Ben fedezékbe bújik, a fegyveresek pedig a bejárat felé fordulnak, amin hamarosan be is ront a szörny. Elkapja a testőröket, a falhoz csapkodja őket, míg meg nem halnak. Egyikük megpróbálja magát körbeszórni hamuval, ám a füst gyorsabb, elkapja és megöli őt. Már csak Bram van életben, ő sikeresen körbekerítette magát egy hamusávval, így a szörny nem tudja bántani őt, legalábbis közvetlenül nem. Éppen ezért a füst leszakít egy jókora darabot a plafonból, aminek egy kisebb darabja fejen találja Bramet, aki így kiszédeleg a védett területről. A szörny csak erre várt, megragadja a férfit, egy szövőfalhoz hajítja, amiből egy fadarab letörik, és átszúrja Bram mellkasát. Ezt követően a füst eltűnik. Ben megrettenve bújik elő, már kifelé menne, mikor lépteket és szuszogást hall a háta mögül. Megfordulva maga előtt találja Nemezist, aki elnézést kér tőle, hogy így kellett őt látnia.
Sawyer az utolsó törmelékeket is eltávolítja Julietről, aki így kiszabadul. Burke felhozza, hogy kávézhatnának egyet, majd megkéri Jamest, csókolja meg. Ezt követően Juliet még mondani akar valamit, de nem sikerül, mert elhagyja a maradék ereje, meghal Ford karjaiban. A felszínre hozza Juliet testét, és gyilkos tekintettel néz a kráter peremén álló Jackre.

## Alternatív idősík
Charlie kezeit megkötözik, majd elkísérik. Pace odaszól Jacknek, hogy hagynia kellett volna meghalni őt. A doki visszatér helyére, és meglepődve veszi észre, hogy Desmond eltűnt. Norris kapitány bejelenti, hogy hamarosan leszállnak Los Angelesben, ezért mindenki foglalja el a helyét, és csatolja be magát. A leszállás után két rendőr elvezeti Charlie-t, aki még utoljára jelentőségteljesen Jackre néz. Mindenki épségben elhagyja a repülőgépet, Johnért pedig tolószékkel jönnek a reptér emberei.

## A sziget, 2007
Kate, Jack, Jin, és Hurley elindulnak a templom felé, Sayidot és a gitártokot is magukkal viszik. Sawyer és Miles hátra maradnak, hogy eltemessék Julietet.

## Alternatív idősík
A reptéren hangosbemondón keresztül Jacket szólítják egy információs pulthoz, ahol megtudja, hogy az apja koporsója elkeveredett, valahogy nem tették fel a repülőgépre, és fogalmuk sincs, hol lehet.

## A sziget, 2007
Jackék elérték a templom falát, és Hurley utasításának megfelelően lemennek a mélyedésbe, ahol megtalálják Montand félkarú holttestét. A folyosón haladva odaérnek ahhoz a lyukhoz, amin korábban Ben esett le, ezt óvatosan megkerülik. Kate előremegy, majd suttogásokat hall. Jack észreveszi, hogy Austen eltűnt, ezért elindul megkeresni, azonban távolabbról hallja, hogy Jin és Hurley dulakodik valakikkel. Visszasiet barátaihoz, ám nem találja őket a helyükön. Újabb suttogások hallhatók, és egy ember is átszalad a folyosón Jack közelében. Eközben hátulról elkapják és leütik a dokit, majd kivonszolják a szabadba a többiekhez. Néhány fegyveres előtt haladva hamarosan el is érik a templomot.

## Alternatív idősík
Kate kikéredzkedik mosdóra, ahová Edward is elkíséri. Austen előveszi zsebéből a Jacktől szerzett tollat, de mikor szétszereli, a benne lévő rugó leesik, és kigurul az ajtó alatt. A marsall egyelőre nem veszi észre, így Kate a tollal megpróbálja kibontani a bilincsét. Edward siettetni kezdi a foglyot, s közben rálép a kis rugóra. Felszólítja Austent, hogy jöjjön ki a mosdóból, ekkor Kate kirúgja az ajtót, majd gyomorba térdeli, és leüti a marsallt. Elveszi a pisztolyát, majd a férfi zakójával elrejti bilincseit a helyiségbe belépő két nő elől, akiknek azt mondja, hogy a földön fekvő férfi rátámadott, ezért leütötte. Kate éppen eléri azt a liftet, amiben Sawyer utazik. James kiszúrja a nő kezén lévő bilincset. A következő emeleten két reptéri dolgozó száll be a liftbe, akiket rádión tájékoztatnak róla, hogy 341-es helyzet állt elő. Ford megpróbálja megtudni, mit takar ez a kód, de a reptériek nem árulják el. A következő szinten kiszállnának a liftből, ám Sawyer útjukat állja, hogy kiengedhesse Kate-et.

## A sziget, 2007
Jamesék eltemették Julietet, és Ford megkéri Milest, hogy tudja meg, mit akart neki Juliet mondani. Straume először vonakodik, de miután látja, hogy nem érdemes volt főnökével szórakozni, megteszi, amire kérte. Pár másodperc múlva közli Sawyerrel, Burke azt akarta neki mondani, hogy sikerült. James nem érti az üzenetet, felzaklatva elsétál.
A templomból kijön néhány ember. Egy japán tolmács segítségével megkérdezi, kik a jövevények. A Többiek közül egy nő, aki nem más, mint Cindy, a légiutas-kísérő, elmondja, hogy a 815-ösön utaztak vele együtt. A japán férfi kiadja az utasítást, hogy öljék meg őket. Hurley azt kiabálja, hogy Jacob küldte őket, mire a japán megáll, és azt kéri, bizonyítsák be. Hugo nem szól, de mikor újra rájuk fogják a fegyvereket, közli, hogy Jacobtól kapta a gitártokot. A japán kinyitja, és egy fából készült ankhot talál benne. Ezt széttöri, és a belsejéből kiemel egy papírlapot. Megkérdezi a jövevények neveit, majd arra utasítja embereit, hogy Sayidot vigyék a forráshoz. Hurley tudni akarja, mi volt a papíron. A tolmács elmondja, az állt rajta, hogy ha Sayid meghal, mindannyian nagy bajba kerülnek.

## Alternatív idősík
Jin és Sun a vámosoknál állnak. Az egyikük azt az órát nézegeti, ami miatt Jin Amerikába érkezett. Az őr tudni akarja, milyen üzletben utazik Jin, de mivel ő nem beszél angolul, csak egy levelet nyújt át a vámosnak. A férfi ezt követően a bőröndben kezd kutatni, és talál is egy kisebb táskányi pénzt, amit Jin nem vámoltatott el. Sun is meglepődik ezen a dolgon. A férfi elvezeti Jint, hogy beszéljen vele, a vámos nő pedig megkéri Sunt, hogy ha tud angolul, és ez egy félreértés, akkor beszéljen, hogy tisztázhassák. Sun csak annyit mond, hogy nem tud angolul.

## A sziget, 2007
A japán férfi egy terembe vezeti Jackéket, aminek a közepén egy forrás van. A tolmács furcsállja, hogy a medence vize zavaros, és ez láthatóan a japánt is nyugtalanítja. Leveszi a kesztyűjét, megvágja a kezét, és belenyúl a vízbe, azonban a sebe nem tűnik el. Megkérdezi, ki miatt sérült meg Sayid. Shephard bevallja, ő volt a hibás, de nem ő sebesítette meg. A japán közli, talán meg tudják menteni őt, de vannak kockázatok. A dokit ez nem érdekli, beleegyezik, így a Többiek leemelik a hordágyról az irakit, és belemártják a vízbe, a japán pedig megfordít egy homokórát. Hurley felhozza, hogy az eszméletlenek nem tudják visszatartani lélegzetüket, így rögtön tiltakozni kezdenek. Sayid már kapálózik a vízben, mert nem kap levegőt, de a Többiek erősen tartják, míg végül Jarrah teste el nem ernyed. A homokórában is lepergett a homok, így Sayidot kiemelik a vízből, és a földre fektetik, ahol a japán megállapítja, hogy meghalt. Jack megpróbálja újraéleszteni, de nem sikerül neki.

## Alternatív idősík
Kate-et már keresik a reptériek, ezért kifigyeli egy lezárt ajtó kódját, és azon át távozik. Odarohan egy taxihoz, de Neil Frogurt megállítja, és felszólítja, hogy álljon sorba. Austen és Edward észreveszik egymást, a nő pedig rögtön beszáll a hozzá legközelebb eső taxiba, és pisztollyal utasítja a sofőrt, hogy induljon. A taxinak egyébként már van egy utasa, Claire.

## A sziget, 2007
A Többiek a terembe vonszolják Sawyert és Milest. Straume elmondja, hogy rájuk támadtak, négyüket megölték, de az egyikük leütötte Jamest. A tolmács odamegy Hurley-hez, és elhívja őt a japán férfihez, hogy kikérdezhesse. Hugo ott elmondja, hogy Jacob annyit mondott neki, menjenek a templomba, ahol megmenthetik Sayidot. A japán szerint Jarrahon már nem lehetett segíteni. Reyes észreveszi, hogy a tolmács nem fordítja le, amiket mondanak, ezek szerint a japán tud angolul. A férfi ezt be is ismeri, de hozzáteszi, hogy nem szeret angolul beszélni. Megkérdezik Hurley-t, mikor érkezik a templomba Jacob. Hugo közli velük, hogy ez nem fog megtörténni, mivel Jacob meghalt. A japánt és a tolmácsot teljesen váratlanul érte a hír, rögtön riadóznak. Utasítják az embereket, hogy szórják körbe az épületet hamuval, küldjenek őröket a falakra, zárják be az ajtókat, és lőjenek ki egy rakétát. A tolmács megjegyzi Reyesnek, hogy ez nem azért van, hogy ők ne mehessenek el, hanem azért, hogy ő ne jöhessen be. Hugo nem érti, kire gondol a férfi.
Nemezis a holttesteket rendezgeti, mikor Ben megkérdezi tőle, mi ő. Nemezis kijavítja, hogy ő nem egy mi, hanem egy ki. Mikor Linus a szörnnyel azonosítja, kijelenti, hogy nincs szüksége nevekre. Benjamin rájön, hogy Nemezis kihasználta őt, ám ez szerinte nem így van. A rejtélyes férfi elmondja, hogy John Locke nagyon összezavarodott volt, mikor Ben megölte, az utolsó gondolata ez volt: „Nem értem!” Nemezis szerint Locke egy dühös, gyenge, megtört, szomorú és szánalmas ember volt. Viszont egyedül ő ismerte fel, hogy az élete, amit hátrahagyott, szánalomra méltó volt, és ezért nem is akart hazamenni. Ben megkérdezi a Nemezist, mi a célja, mire a férfi azt válaszolja, ez az egészben az irónia, mivel ő Johnnal ellentétben haza akar menni.
Hurley felajánlja Sayidnak, hogy ha beszélni akarna, ő ott lesz. Miles valamit nem ért, de ezt nem mondja el. Sawyer magához tér. Kate megemlíti a bunkernél történt beszélgetést, mire James elmondja, nem öli meg Jacket, mert azt akarja, hogy ő is magával cipelje azt a terhet, amit a többiek.

## Alternatív idősík
Jack az anyjával beszél telefonon az eltűnt koporsóról, és megígéri, hogy visszahívja, ha megtud valamit. Locke is bejelentést tesz, a két férfi beszédbe elegyedik. A doki elmeséli, hogy elvesztették az apját, és fogalmuk sincs, hol van, mire John kijavítja, hogy nem az apját vesztették el, csak a testét, így honnan is tudhatnák, hogy hol van az apja? Jack elgondolkodik a hallottakon, közben Locke ügyintézésével végeztek. A kopasz elmondja, hogy neki csak egy bőröndje veszett el, amiben kések voltak. Shephard kérdésére válaszolva azt mondja, hogy ő egyfajta kereskedő, majd távozni készül. Jack megkérdezi, mi történt vele, mivel ő gerincspecialista. John szerint az állapota már visszafordíthatatlan, mire a doki azt válaszolja, hogy semmi sem az. Ad neki egy névjegykártyát, és felajánlja neki, ha valamire szüksége van, nyugodtan hívja fel, akár munkaidőn kívül is.

## A sziget, 2007
Richard megrémülve veszi észre a rakétát, amit fellőttek a templomból. Ezalatt Nemezis és Ben kijönnek a szoborból, és minden felfegyverkezett ember az ál-Locke-ra szegezi a fegyverét. Alpert még mindig félve kiadja a parancsot, hogy senki se lőjön. Nemezis odamegy Richardhoz, üdvözli, és megjegyzi, hogy jó a láncai nélkül látni őt. Alpert egyből felismeri őt, és rettegve kérdezi meg, hogy valóban ő-e. Nemezis helyesel, majd pár mozdulattal leüti Richardot. Ezt követően a többiekhez fordul, és közli velük, nagyot csalódott bennük. Felemeli Alpertet a vállára, és Locke holtteste mellett elhaladva otthagyja az embereket.
A tolmács négyszemközt szeretne beszélni Jackkel, a doki azonban azt akarja, hogy mindenki előtt történjen meg a beszélgetés. Addig erősködik, míg dulakodás nem tör ki. Közben Sayid magához tér, amin még a tolmács is nagyon meglepődik. Jarrah tágra nyílt szemekkel megkérdezi, mi történt.